# Forfarella mitchelli
Forfarella mitchelli ist eine ausgestorbene Art aus der Ordnung Chasmataspidida der Kieferklauenträger (Chelicerata).

## Merkmale
Das Prosoma ist fast rechteckig, etwa 1,5-mal so breit als lang und endet in kurzen seitlichen Stacheln. Das Preabdomen ist fast trapezförmig und verjüngt sich nach hinten. Das Postabdomen verjüngt sich in einer geraden Linie nach hinten zu einem spitz zulaufenden, kleinem Telson. Alle 9 Segmente des Postabdomens sind gleich lang.

## Etymologie
Das einzige Exemplar dieser Art wurde in der Sammlung des britischen Natural History Museum mit der Aufschrift „Forfarella mitchelli Waterston“ (ohne Jahresangabe) entdeckt. Es entstammt der Sammlung des Hobbysammlers Mitchell, worauf das Artepitheton mitchelli beruht, welcher in der Nähe von Forfar lebte, woher der Gattungsname Forfarella herrührt. Da keine Veröffentlichung von Charles Waterston zu diesem Fossil gefunden werden konnte, wurde die Art erst 1999 beschrieben und der Manuskriptname beibehalten.

## Fundort
Das Exemplar wurde im Lower Old Red Sandstone (LORS) in der Nähe von Arbroath, Council Area Angus, in Schottland gefunden.

## Systematik
Forfarella mitchelli ist ein Vertreter der Familie Diploaspididae aus der Ordnung Chasmataspidida.